# فرنسيس لامب
فرنسيس لامب (بالإنجليزية: Francis Lamb)‏ هو سياسي أمريكي، ولد في 12 نوفمبر 1900، وتوفي في 26 يوليو 1975. نشط حزبياً في الحزب الجمهوري. وقد انتخب عضو جمعية ولاية ويسكونسن.